# Laurent Stocker
Laurent Stocker (Saint-Dizier, 27 de maig de 1973) és un actor francès de teatre i cinema i soci de la Comédie-Française.

## Biografia
Es formà a l'Atelier Gérard Philipe i al Conservatoire national supérieur d'art dramatique de 1993 a 1996 a les classes de Madeleine Marion, Daniel Mesguich i Philippe Adrien .
Va ingressar a la Comédie-Française el 14 de juny de 2001, on es va convertir en el 511è sociétaire l'1 de gener de 2004.
Ha protagonitzat, entre altres pel·lícules, Junts i res més de Claude Berri, adaptació de la novel·la del mateix nom d'Anna Gavalda, un paper per al qual va ser nominat al César a la millor esperança masculina el 22 de febrer del 2008. També va protagonitzar Le code a changé de Danièle Thompson amb Dany Boon i Karin Viard, i també a Cyprien amb Elie Semoun i Catherine Deneuve.
És també Chevalier des Arts et des Lettres.

## Filmografia
Cinema
- 2005: Saint-Jacques… La Mecque de Coline Serreau
- 2005: Aux abois de Philippe Collin
- 2007: Miss Oliver a filé à l'anglaise (projecte) de Claude Zidi
- 2007: Junts i res més de Claude Berri
- 2009: Change of Plans de Danièle Thompson
- 2009: Cyprien de David Charhon
- 2009: Je ne dis pas non de Iliana Lolic
- 2011: The Art of Love de Emmanuel Mouret
- 2011: The Minister de Pierre Schoeller
- 2011: Nuit Blanche de Frédéric Jardin
- 2014: 1001 Grams
- 2014: Brèves de comptoir de Jean-Michel Ribes
- 2015: Chic! de Jérôme Cornuau
- 2015: Caprice de Emmanuel Mouret
- 2015: Love at First Child de Anne Giafferi
- 2016: Cézanne and I de Danièle Thompson
- 2017: Garde alternée de Alexandra Leclère
- 2018: The Summer House de Valeria Bruni Tedeschi

Televisió
- 2009: Un homme d'honneur de Laurent Heynemann
- 2009: Envoyez la fracture a la col·lecció Suite noire de Claire Devers
- 2010: Contes i nouvelles du XIXe siècle: L'Écornifleur de Jean-Charles Tacchella
- 2010: Fracture d' Alain Tasma
- 2023: Sota control

## Teatre
- 1992: Un fil à la patte de Georges Feydeau, dirigida per Philippe Duclos
- 1996: La Cour des comédiens d'Antoine Vitez, dirigida per Georges Lavaudant, Festival d'Avignon
- 1996: Six fois deux, dirigida per Georges Lavaudant
- 1997: Histoires de France de Michel Deutsch i Georges Lavaudant, dirigida per Georges Lavaudant, Théâtre de l'Odéon
- 1997: Ulysse Matériaux, dirigida per Georges Lavaudant
- 1999: Santa Joan dels Talls de Bertolt Brecht, dirigida per Alain Milianti
- 1999: Victor ou les Enfants au pouvoir de Roger Vitrac, dirigida per Philippe Adrien
- 1999: Orphelines de Les Muses de Michel-Marc Bouchard, dirigida per Isabelle Ronayette
- 1999: Henry V de William Shakespeare, dirigida per Jean-Louis Benoit, Théâtre de l'Aquarium
- 2001: Le Balcon de Jean Genet, dirigida per Jean Boillt, Festival d'Avignon
- 2001: La Fille que j'aime escrita i dirigida per Guillaume Hasson
- 2001: Les Parfums du cheik escrita i dirigida per Fawzi Ben Saidi
- 2001: Cymbeline de William Shakespeare, dirigida per Mario González
- 2001: Henri VI de William Shakespeare, dirigida per Nadine Varoutsikos
- 2001: Lenz, Léonce et Léna, dirigida per Matthias Langhoff
- 2001: Henri VI de William Shakespeare, dirigida per Nadine Varoutsikos
- 2001: El malalt imaginari de Molière, dirigida per Claude Stratz
- 2001: Le Bourgeois gentilhomme de Molière, dirigida per Jean-Louis Benoit
- 2001: Ruy Blas de Victor Hugo, dirigida per Brigitte Jaques-Wajeman
- 2001: Le Dindon de Georges Feydeau, dirigida per Lukas Hemleb
- 2001: Faules de La Fontaine de Jean de La Fontaine, dirigida per Bob Wilson, Comédie-Française
- 2003: La Forêt d'Alexander Ostrovsky, dirigida per Pyotr Fomenko
- 2008: Trois Hommes dans un salon de François-René Christiani, dirigida per Anne Kessler, Studio-Théâtre de la Comédie-Française: Léo Ferré
- 2008: Juste la fin du monde de Jean-Luc Lagarce, dirigida per Michel Raskine, Antoine
- 2008: Le Mariage de Figaro de Beaumarchais, dirigida per Christophe Rauck: Figaro
- 2009: Les Précieuses ridicules de Les Précieuses de Molière, dirigida per Dan Jemmett, Théâtre du Vieux-Colombier: Jodelet i Du Croisy
- 2009: Quatre pièces de Georges Feydeau, dirigida per Gian Manuel Rau, Théâtre du Vieux-Colombier
- 2009: Amour et Piano: Édouard
- 2009: Fiancés en herbe: René
- 2009: Feu la mère de madame: Lucien
- 2010: Les tres germanes d'Anton Txékhov, dirigida per Alain Françon
- 2011: Les tres germanes d'Anton Txékhov, dirigida per Alain Françon

## Premis i nominacions
- 2008 : Nominat per César al millor actor secundari per Junts i res més
- 2008 : César a la millor esperança masculina per Junts i res més
- 2008 : Nominat pel Premi Molière al Millor Actor secundari per Juste la fin du monde